# The Squaw Man
The Squaw Man é um filme de faroeste norte-americano de 1918, dirigido por Cecil B. DeMille. É uma refilmagem do filme homônimo de DeMille, que foi lançado em 1914. O filme é agora considerado perdido com apenas um carretel existente.